# Une partie de cartes
Une partie de cartes és la primera pel·lícula del director francès Georges Méliès, estrenada en 1896, i exponent dels inicis del cinema mut. Primera del catàleg de la Star Film Company, va ser una nova versió de la pel·lícula Partie d'écarté, de Louis Lumière, que s'havia llançat uns mesos abans.
En aquesta versió, apareixen el mateix Georges Méliès, el seu germà Gaston i la seva filla Georgette. La pel·lícula s'havia considerat durant molt de temps perduda, fins que fou redescoberta el 1981 i inclosa en un llançament de vídeo casolà el 2008.

## Sinopsi
La pel·lícula mostra una escena típica d'una tarda en un jardí francès. Tres homes estan asseguts en una taula, dues d'ells jugant a les cartes, mentre que el tercer fuma i llegeix un periòdic. L'home que no està jugant a les cartes crida a una nena i li demana buscar a una dona amb una ampolla de vi. Ell procedeix a abocar gots per a ell i els seus amics. Després de beure el vi, l'home llegeix una història del periòdic que fa riure als seus amics. La pel·lícula dura aproximadament 67 segons.

## Anàlisi

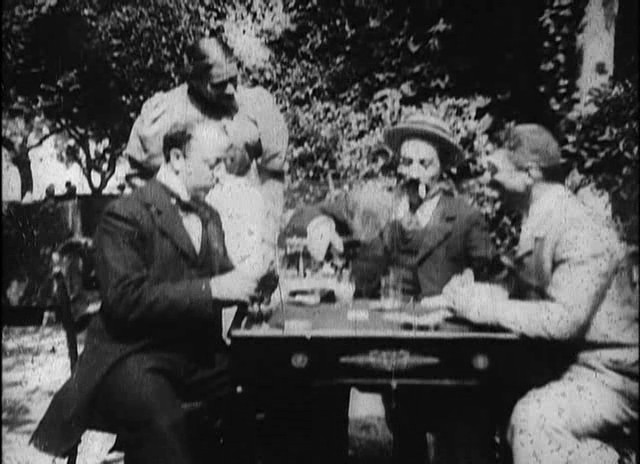
Fotograma de la pel·lícula. com el segon personatge de la dreta, i el seu germà Gaston com el tercer.

Une partie de cartes és una paròdia a la pel·lícula de Louis Lumière, publicada el mateix any sota un títol similar (Partie d'écarté): la mateixa escenografia, els mateixos personatges (a diferència del cambrer que es converteix en cambrera) i la mateixa acció de partida. Entre les diferències, les pipades de fum de cigarret es realitzen de forma exagerades, així com la hilaritat general, tot amb un propòsit més ampli: la pel·lícula evoluciona d'una escena de gènere a una narrativa, passant d'un trio d'amics feliços a la història d'un amic que conta una història d'un periòdic.
Se sol considerar Une partie de cartes com el primer remake en la història del cinema. El 1897 Leopoldo Fregoli va dirigir una segona versió acolorida, publicada sota el mateix títol.